# Een plaats met veel water
Een plaats met veel water (Engels: The watery place) is een sciencefictionverhaal van Isaac Asimov. Het werd voor het eerst gepubliceerd in Satellite Science Fiction (versie oktober 1956) en verscheen in een aantal verhalenbundels. Alhoewel ingedeeld als sciencefiction, betreft het eigenlijk geschiedschrijving en is het meer een sciencefictionanekdote.
Het verhaal wordt verteld door de hulpsheriff van het (fantasie)stadje Twin Gulch in Idaho. Hij heeft te maken met sheriff Bart Cameron, die nogal knorrig is. Naast sheriff moet hij namelijk ook nog een warenhuis runnen, is aandeelhouder van een schapenfokkerij, taxeert edelmetalen, is deels invalide en belangrijkst van alles, hij moet zijn belastingaangifte invullen. In deze situatie doet het eerste buitenaardse ruimteschip de Aarde aan in Twin Gulch. Ze hebben het stadje uitgekozen omdat het zo lekker rustig is en landelijk ligt. Zij zijn neergestreken met een vliegende schotel en liepen op het kantoor van de sheriff af. De hulpsheriff staat als aan de grond genageld. De buitenaardsen lijken zo zeer op mensen; als hij niet de vliegende schotel had gezien, zou hij zweren dat het mensen waren. Twee buitenaardsen stellen zich voor, ze komen van een nogal waterige planeet genaamd Venus en willen kennis maken. Dat is tegen het zere been van de sheriff die omkomt in de administratie. Op de vraag of hij contact wil opnemen met de leiders van de Verenigde Staten ontbrandt de sheriff in woede. Hij wil helemaal geen gesprek, dreigt ze op te sluiten als tuig, maar eindigt met "Rot op naar waar je vandaan komt en kom nooit meer terug; ik wil jullie niet meer zien en anderen al helemaal niet".
De Venusianen vertrekken weer en vertellen alvast dat ze rondom de Aarde konde zullen doen van dat niemand interesse heeft in buitenaardsen en dat de Aarde dus verboden gebied is. Tevens zullen ze er voor zorgen, dat ook niemand de Aarde meer verlaat voor een ruimtereis. Vervolgens vertrekken ze.
De hulpsheriff komt weer enigszins bij en vraag waarom Bart Cameron ze heeft weggestuurd, want ze zeiden toch echt dat ze van Venus kwamen. De sheriff antwoordt laconiek: Ik dacht dat ze Venetië zeiden.     